# Fond de la Rivière de l'Est
Le Fond de la Rivière de l'Est est un plateau des Hauts de l'île de La Réunion, un département d'outre-mer français dans l'océan Indien. Situé aux confins du territoire communal de Sainte-Rose au nord-est et en contrebas de la plaine des Sables, autre plateau du massif du Piton de la Fournaise, il est bordé au nord-ouest par le rempart de la Rivière de l'Est, au nord-est par le vertigineux Cassé de la Rivière de l'Est tandis qu'au sud il domine l'Enclos Fouqué en s'achevant par le rempart de Bellecombe autour du Nez Coupé de Sainte-Rose et du piton de Partage.
Une partie de ce plateau est appelée Savane Cimetière. La zone des mares que l'on y trouve constitue une zone d'intérêt écologique majeure, au niveau de la flore comme de l'habitat. C'est une réserve biologique intégrale depuis 1987 : elle est classée en zone naturelle d'intérêt écologique, faunistique et floristique de type 1, c'est-à-dire « de surface restreinte, et d'un intérêt biologique remarquable ».

## Élevage pastoral
À proximité de la forêt de bois de couleur et de tamarins des Hauts, une zone du fond de la rivière de l'Est est vouée à l'élevage pastoral depuis le début des années 1900. En 2007, l'élevage a fourni 23 tonnes de viande sur le marché local. En avril 2008, le parc national de La Réunion a décidé d'y mettre un terme malgré l'article 14 du décret de création du parc qui prévoyait la pérennisation des activités existantes.

## Geothermie
Le Fond de la Rivière de l'Est est pressenti pour dissimuler l'usine du projet géothermique de la plaine des Sables.